# Kurt Semprich
Kurt Semprich (* 5. Januar 1920 in Stolp; † 21. Februar 1999) war ein deutscher Politiker (SPD).

## Leben
Semprich wurde in Hinterpommern geboren. Nach der Volksschule absolvierte er eine handwerkliche Ausbildung. Mit Ende des Zweiten Weltkriegs kam er als Heimatvertriebener nach Schleswig-Holstein und machte eine Ausbildung zum Stadtinspektor. 1946 trat er in die SPD ein. Er arbeitete 1949/1950 als Referent des Schleswig-Holsteinischen Ministerpräsidenten Bruno Diekmann. 1950 wurde er hauptamtlicher Bürgermeister von Ratekau.
1954 wurde Semprich im Landtagswahlkreis Eutin-Süd in den Landtag Schleswig-Holsteins gewählt. Bei der Landtagswahl 1958 zog er über die SPD-Landesliste in den Landtag ein und gehörte ihm bis 1962 an. Er war Mitglied verschiedener Ausschüsse, darunter der Ausschuss für Justiz, der Ausschuss für Gesundheitswesen, der Ausschuss für Justiz und der Innenausschuss. 1959 war er Mitglied des Untersuchungsausschusses „Landtagspräsident Dr. Böttcher“. Im selben Jahr nahm er an der 3. Bundesversammlung teil.
Von Mai 1962 bis April 1980 war Semprich Bürgermeister in Elmshorn.
Semprich lebte zuletzt in Elmshorn, war verheiratet und hatte vier Kinder.

## Auszeichnungen
- 1958: Freiherr-vom-Stein-Medaille
- 1980: Verdienstkreuz 1. Klasse der Bundesrepublik Deutschland